# Борщова, Наталья Семёновна
Ната́лья Семёновна Борщо́ва (в первом браке Мусина-Пушкина; во втором браке баронесса фон дер Ховен; 9 августа 1758 — 31 октября 1843) — русская дворянка, училась в Смольном институте благородных девиц, который окончила с золотой медалью, фрейлина великой княгини Марии Фёдоровны, кавалерственная дама ордена Св. Екатерины (малого креста) (15.04.1841).

## Биография
Наталья Семёновна — дочь лейб-гвардии отставного фурьера Семёна Ивановича Борщова (или Барщова, как писали тогда). Кроме Натальи у него и его жены Екатерины Алексеевны было ещё шесть детей, а все состояние семьи составляли 113 душ крепостных, к тому же заложенных. В 1764 году Наталья была принята в Смольный институт. В институте, обладая хорошим голосом, она принимала участие в театральных постановках. О музыкальной одаренности Натальи отзывался А. А. Ржевский:
Борщова, в опере с Нелидовой играя  
 И ей подобным же талантом обладая,  
 Подобну похвалу себе приобрела,  
 И в зрителях сердца ты пением зажгла; 
 Хоть ролю ты себе противну представляла,  
 Но тем и более искусство ты являла, 
 Что нежность лет и пол умела претворить 
 И несогласность ту искусству покорить.
 Всем зрителям своим ты делая забаву, 
  Приобрела себе хвалу, и честь, и славу.
В 1776 году, как одна из лучших учениц, Наталья окончила институт с Большой золотой медалью, вензелем императрицы и пенсией 250 рублей в год. Будучи предназначенной к пожалованию фрейлиной при дворе великой княгини Наталии Алексеевне, скончавшейся за несколько дней до первого выпуска смолянок, она была принята ко двору 14 июня 1776 года и назначена состоять вместе с любимой своей подругой по институту Е. И. Нелидовой фрейлиной при второй супруге цесаревича, великой княгини Марии Феодоровны.
В этом официальном звании Наталья сопровождала «графа и графиню Северных» в их путешествии по Европе в 1782 году и вместе с Екатериной Нелидовой во всех официальных случаях «имела шаг» перед княгиней Салтыковой и госпожой Бенкендорф, сопровождавших великокняжескую чету неофициально. Наталья Борщова не пользовалась, однако, особенным расположением великой княгини, которая во время путешествия всегда тяготилась присутствием своих фрейлин, мешавших ей оставаться в обществе г-жи Бенкендорф, своей детской подруги, приехавшей вместе с ней в Россию. Но Борщову ценили при «малом дворе» за её сценический талант, где она не раз принимала участие в спектаклях, которые устраивала великая княгиня.
В 1809 году Наталья была назначена состоять гофмейстериной при фрейлинах, а вслед за тем была пожалована в кавалерственные дамы ордена св. Екатерины меньшого креста.
Судя во всему, жизнь Н. С. Борщовой прошла вполне спокойно и счастливо. Прожила она дольше всех своих подруг по первому и, как оказалось, самому знаменитому выпуску Смольного института. Умерла Наталья Семёновна 31 октября 1843 года и была похоронена на Смоленском кладбище в Петербурге.

## Семья и дети
Первым браком (с 16.02.1785) Наталья Семёновна Борщова была замужем за вдовцом Клавдием Семёновичем Мусиным-Пушкиным (1741— ?), у которого было многочисленное потомство:
- Пётр (1765—1834) — пасынок Борщовой, генерал-лейтенант. Его дочь Екатерина (1816—1897) была фавориткой Николая I, в замужестве за С. В. Трубецким.
- Екатерина (1769— ?), девица.
- Павел (1769— ?), генерал-майор, шеф Витебского полка (1801—1806). Бездетный.
- Александр (1771— ?)
- Александра, замужем за Николаем Васильевичем Масловым.
- Сергей (1777—1853), майор Черниговского драгунского полка, участник бородинской битвы, награждён орд. Св. Георгия 4 класса за отличие. Полковник (1815) Черниговского конно-егерского полка. В 1839 году был в отставке.
- Николай (1779— ?)
- Иван (1783—1822), генерал-майор

Овдовев, Наталья Семёновна вышла замуж за генерал-майора барона Вильгельма Людвига фон дер Ховена.

## Примечание
1. ↑  Данилова А. Благородные девицы. Воспитанницы Смольного института. Биографические хроники.- М.:Эксмо, 2008.-464с.
2. ↑   Написано по случаю спектакля, поставленного воспитанницами Смольного института в 1773 году по опере Г.-Б. Перголези «Служанка-госпожа» во французском переводе П. де Борана. Главные роли (Сербины и Пандолфа) исполняли Екатерина Ивановна Нелидова (1757—1839), впоследствии известная фаворитка Павла I, и Наталья Семеновна Борщова. Их портреты в театральных костюмах были сделаны Д. Г. Левицким.
3. ↑  Салтыкова Наталья Владимировна, ур. Долгорукова (1737—1812), жена Н. И. Салтыкова.
4. ↑  Бенкендорф, Анна-Юлиана, урожденная Шиллинг фон Канштатт(1758—1797), подруга юности императрицы Марии Федоровны, мать А. Х. Бенкендорфа и Д.Ливен.
5. ↑  Знаменитые россияне 18-19 веков. Биография и портреты. — С.-Петербург.: Лениздат, 1996. — с.320.